# Варка (град)
Варка (град) (пољ. Warka) град је у Пољској у Војводству мазовском. По подацима из 2012. године број становника у месту је био 11 666.
.

## Становништво
| 2012.  |
| ------ |
| 11 666 |